# 原始陈述
在音乐中，原始陈述是乐思或主题的首次出现。当然，在乐曲发展中还可不断出现新的乐思，最初陈述的材料越多，为乐曲后面发展提供的因素就越多，发展的规模就会越大。这些原始陈述乐思是后面音乐一系列发展的基础。